# Zosin (powiat rycki)
Zosin – wieś w Polsce położona w województwie lubelskim, w powiecie ryckim, w gminie Ułęż.
W latach 1975–1998 miejscowość należała administracyjnie do województwa lubelskiego.
Wieś jest sołectwem w gminie Ułęż. Według Narodowego Spisu Powszechnego z roku 2011 wieś liczyła 141 mieszkańców.
Wierni Kościoła rzymskokatolickiego należą do parafii Podwyższenia Krzyża Świętego w Sobieszynie.

## Historia
Zosin w XIX wieku stanowił folwark w powiecie garwolińskim, gminie Ułęż, parafii Drążgów, odległy 22 wiorst od Garwolina, ma 6 domów 36 mieszkańców.

W 1827 r. był tu 1 dom zamieszkały przez 5 mieszkańców. W roku 1884 folwark Zosin Grabowce z nomenklaturą Bielice (w roku 1872 oddzielony od dóbr Drążgów) posiadał rozległość mórg 844 w tym: gruntów ornych i ogrodów mórg 618, łąk mórg 71, pastwisk mórg 6, lasu mórg 95, nieużytków mórg 54; budynków murowanych było w folwarku 8, z drewna 15. Płodozmian stosowany w uprawach 6. i 12. polowy, las nieurządzony, był także młyn wodny i cegielnia.